# Єгоров Олексій Семенович
Олексі́й Семе́нович Єго́ров (22 січня 1914, місто Андижан, тепер Узбекистан — 16 квітня 1970, місто Кіровоград, тепер Кропивницький) —  підполковник радянської армії, учасник партизанського руху в Україні та Чехословаччині, Герой Радянського Союзу (1945). 2-й секретар Кіровоградського промислового обласного комітету КПУ.

## Біографія
Народився 22 листопада 1914 року в місті Андижан (зараз на території Узбекистану) в селянській родині. Росіянин.
Закінчив планово-фінансові курси. Працював плановиком-економістом Народного комісаріату легкої промисловості Казакської АРСР. До 1937 року — начальник планово-економічного відділу Каргалинської сукняної фабрики Казахської РСР. У 1937—1938 роках — начальник планово-економічного відділу фабрики № 1 Алма-Ати Казахської РСР.
З 1938 року служив у Червоній армії, закінчив військове училище. З жовтня 1941 по листопад 1942 року навчався на фінансовому факультеті Інтендантської академії РСЧА імені В. М. Молотова в місті Ташкенті.
Після закінчення школи особливого призначення при Центральному штабі партизанського руху в 1942 році його направили на фронт німецько-радянської війни в Чорноморську групу військ з особливим завданням по знищенню військових об'єктів ворога. Тут він оволодів складним мистецтвом підривника і водночас організацією диверсійної справи. Член ВКП(б) з 1943 року.
Справжньою школою для О. Єгорова було Чернігово-Волинське партизанське з'єднання уславленого партизанського ватажка Олександра Федорова, майбутнього Двічі Героя Радянського Союзу. Перший пущений під укіс ешелон підривники Єгорова здійснили в 1943 році саме в загоні Федорова (був його заступником по диверсійній роботі). У відповідь на партизанські  диверсії німецько-угорськими військами були жорстоко вбиті тисячі мирних жителів українських сіл. Саме на Чернігівщині під час масових каральних акцій проти українського населення, фашистські окупанти частково або повністю знищили 63 населених пункти.Уславлені партизанські ватажки не приймали ніяких заходів для захисту цивільного населення.
29 серпня 1944 року у Словаччині спалахнуло антифашистське національно-визвольне повстання. Збройні сили його складали партизанські загони, до складу яких входило близько 15 тисяч чоловік. З метою надання допомоги повстанцям український штаб партизанського руху перекинув на територію Словаччини кілька партизанських груп. Серед них найчисельнішою і найактивнішою була група підполковника Єгорова. Один за одним летіли під укіс німецькі ешелони з живою силою і технікою, злітали у повітря залізничні й автомобільні мости. Транспортні магістралі країни були повністю паралізовані. Гітлерівці кинули на пошуки диверсантів значні сили, але ті були невловимими.
28 жовтня 1944 року повстанці і партизани за допомогою 38-ї армії 1-го Українського фронту та 1-го Чехословацького армійського корпусу, сформованого великою мірою з вихідців із закарпатської України, святкували перемогу. Олексій Єгоров став національним героєм Чехословаччини. Уряд Чехословаччини нагородив Єгорова орденом і медаллю Яна Жижки, медаллю «За хоробрість», французькою медаллю «Вікторія», «Військовим хрестом». На відзнаку визначних бойових заслуг О. С. Єгорова уряд Чехословаччини заснував напередодні 20-річчя Словацького повстання і визволення Чехословаччини від фашистів нагороду — знак «Партизанська зірка О. С. Єгорова», який йому був пізніше вручений.
У 1945 (затверджений в червні 1946) — 1953 року — заступник голови виконавчого комітету Сумської обласної ради депутатів трудящих.
У 1953—1956 роках — слухач Вищої партійної школи при ЦК КПРС.
Потім підполковник О. С. Єгоров за порадою свого друга Григорія Балицького поселився у Кіровограді. У 1956 — січні 1963 року — заступник голови виконавчого комітету Кіровоградської обласної ради депутатів трудящих.
У січні 1963 — грудні 1964 року — 2-й секретар Кіровоградського промислового обласного комітету КПУ.
У грудні 1964 — 16 квітня 1970 року — 1-й заступник голови виконавчого комітету Кіровоградської обласної ради депутатів трудящих.
Від керівництва області був відповідальний за будову Кременчуцької ГЕС — під його опікою зводилося і нове місто Світловодськ. При безпосередній участі Олексія Семеновича у м. Кіровограді споруджено універмаг «Дитячий світ», приміщення спортшколи, ресторан «Весна», готель «Київ», з'явилися тролейбуси. На його рахунку газифікація обласного центру, спорудження Колгоспного ринку, водогін «Дніпро-Кропивницький». Виступив ініціатором спорудження сучасного комплексу профліцею.

Помер 16 квітня 1970 року. Похований на Меморіальному цвинтарі на фортечних валах міста Кропивницького, де йому встановлено пам'ятник. 

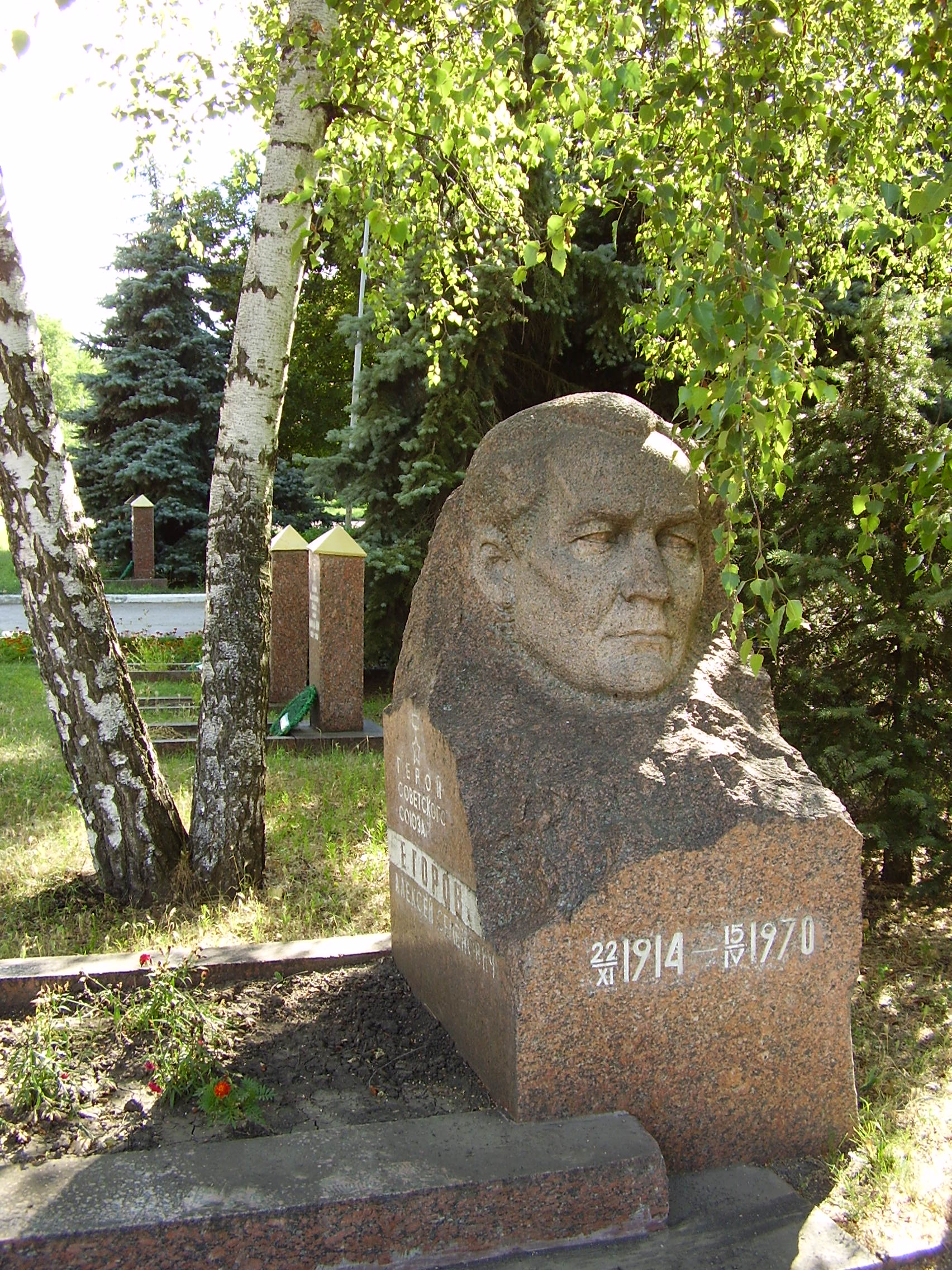
Могила Олексія Єгорова

## Нагороди
- Герой Радянського Союзу (2.05.1945)
- два ордени Леніна (5.09.1943, 2.05.1945)
- орден Червоного Прапора (8.05.1945)
- орден Трудового Червоного Прапора (23.01.1948)
- Військовий хрест (Чехословаччина)
- медалі

## Вшанування пам'яті
Крім вулиці його імені, в місті його ім'я носить кропивницький професійний ліцей (1977). На території професійного ліцею відкрито погруддя Героя Радянського Союзу О. Єгорова (2010).
На будинку, де він жив разом із сім'ю, по вул. Декабристів, 10 встановлено меморіальну дошку.
Пам'ять О.Єгорова увічнена і у Словаччині, його іменем у Татрах назвали перевал Альоші, в Банській Бистриці вулиця носить його ім'я. Він є Почесним громадянином м. Банська Бистриця.